# Zwartkeelklauwiermonarch
De zwartkeelklauwiermonarch (Clytorhynchus nigrogularis) is een zangvogel uit de familie Monarchidae (monarchen).

## Verspreiding en leefgebied
Deze soort is endemisch op Fiji.

## Status
De grootte van de populatie is in 2022 geschat op 2000-2600 volwassen vogels. Het verspreidingsgebied is klein en de aantallen nemen af door ontbossing. Op de Rode lijst van de IUCN heeft deze soort daarom de status gevoelig.